# 拉韦涅 (洛特-加龙省)
拉韦涅（法語：Lavergne，法語發音：[lavɛʁɲ]）是法国洛特-加龙省的一个市镇，属于马尔芒德区。

## 地理
拉韦涅（44°35'10"N, 0°24'35"E）面积19.96 平方千米，位于法国新阿基坦大区洛特-加龍省，该省份为法国西南部内陆省份，北起多爾多涅省，西接吉倫特省和朗德省，南至热尔省，东临塔恩-加龙省和洛特省。
与拉韦涅接壤的市镇（或旧市镇、城区）包括：布尔古尼亚格、拉佩尔什、阿尔米亚克、吉耶讷地区米拉蒙、蒙蒂尼亚克德洛赞、圣科隆德洛赞、圣帕尔杜-伊萨克、通布伯夫。
拉韦涅的时区为UTC+01:00、UTC+02:00（夏令时）。

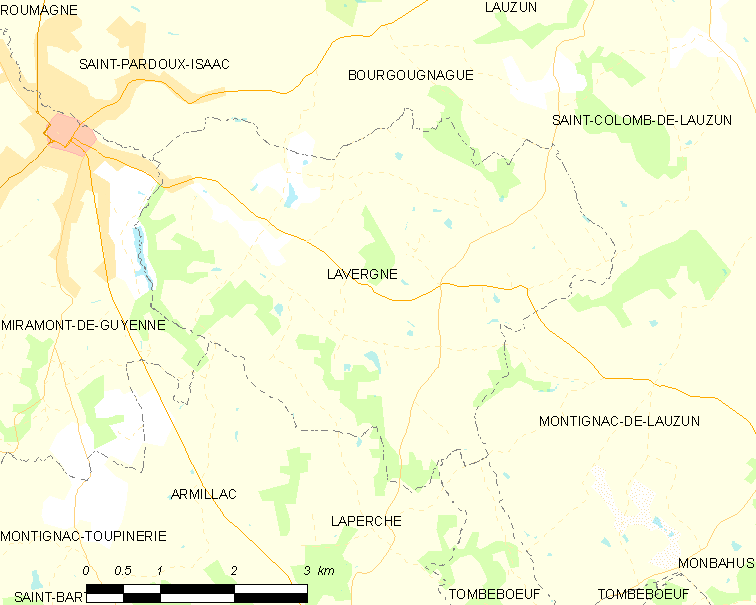
拉韦涅的OSM定位图

## 行政
拉韦涅的邮政编码为47800，INSEE市镇编码为47144。

## 政治
拉韦涅所属的省级选区为德罗河谷县。

## 人口

1962-2008年间拉韦涅人口变化图示

拉韦涅于2022年1月1日时的人口数量为559人。